# Clavicord

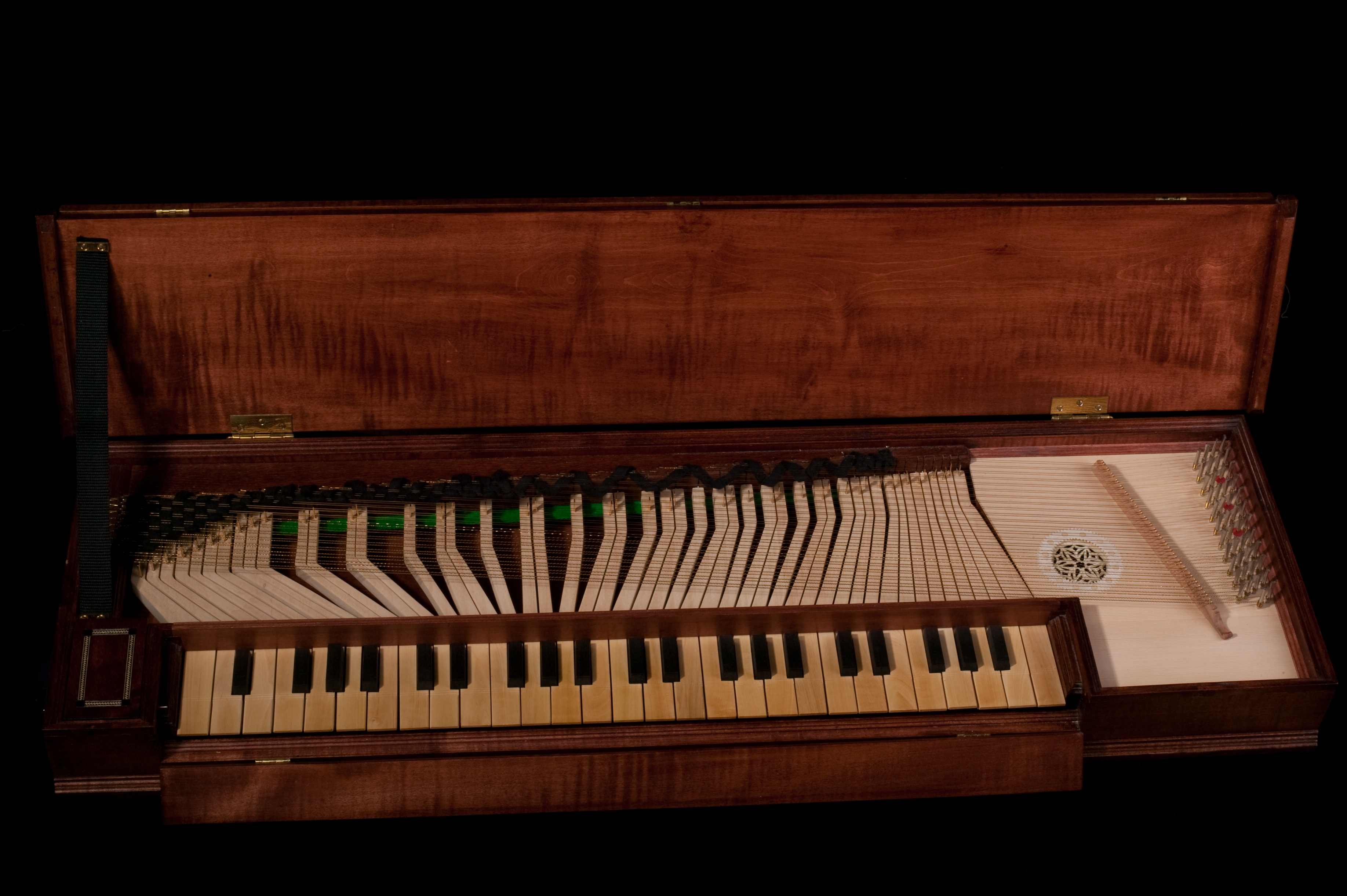
Clavicord cu 4 octave.

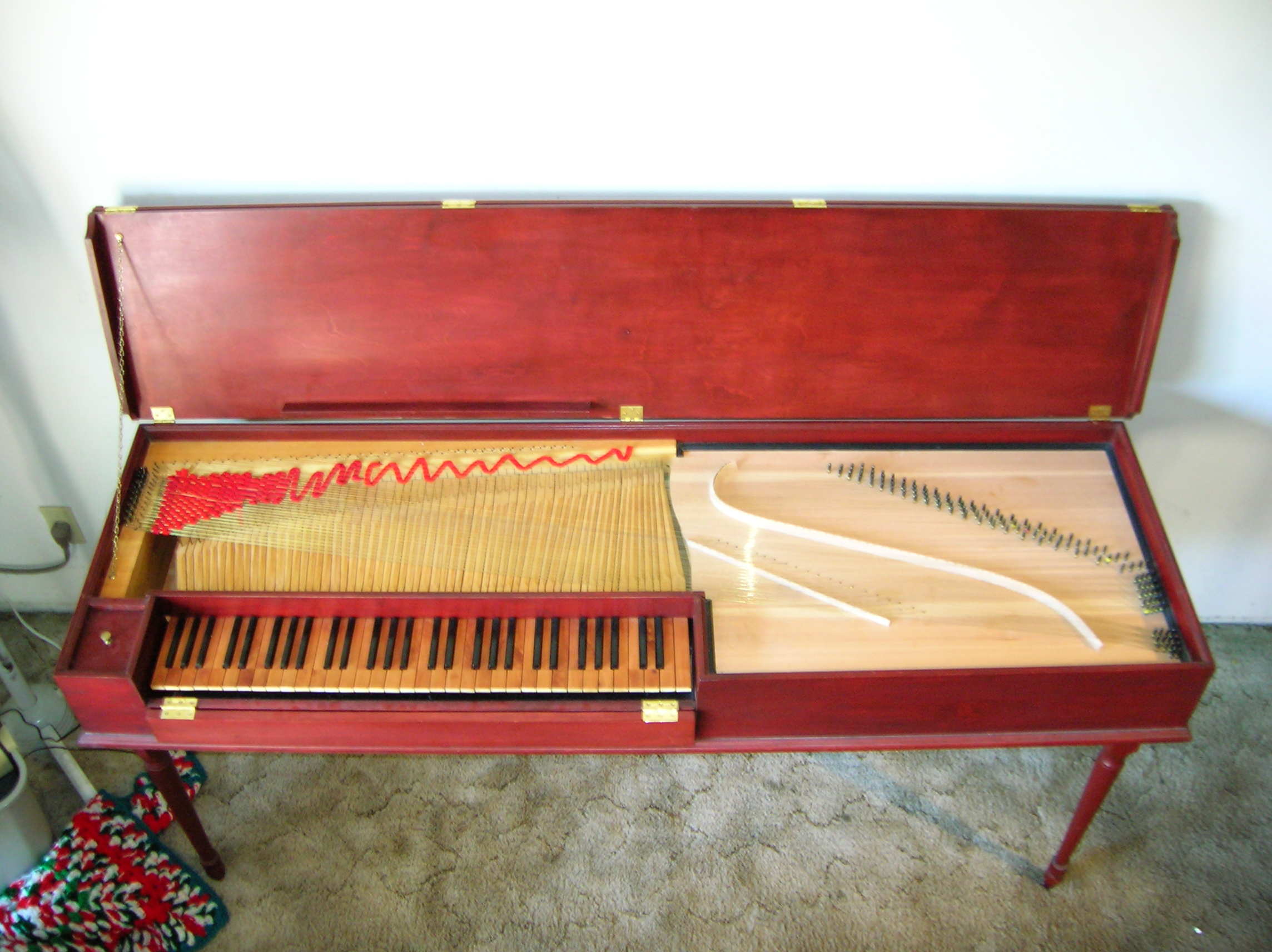
Un clavicord cu 5 octave.

Clavicordul este un instrument cu clape și coarde, popular între secolele al XV-lea si al XVIII-lea. Ca și clavecinul, a cunoscut o renaștere în secolul XX. 

## Istoric
Instrument vechi de claviatură, un important strămoș al pianului. A fost folosit intens în perioada 1400-1800, în special în Germania.
Cea mai timpurie menționare a numelui de clavicord este in Viena in 1397. Cele mai vechi instrumente care s-au păstrat au fost fabricate in Italia la mijlocul secolului al XVI-lea.  

## Caracteristici
Clavicordul are o formă dreptunghiulară, cu placa de rezonanță la dreapta. Coardele, grupate în perechi, traversează de la stânga la dreapta. Apăsarea unei clape aduce o lamă de metal în contact cu două coarde, lama rămânând în contact cu coardele atât timp cât clapa este apăsată.  Deoarece secțiunea din stânga este amortizată, înălțimea sunetului produs depinde numai de porțiunea coardei care oscilează liber între lamă și punctul de atașare în dreapta. 
În funcție de clapa care este apăsată și punctul de contact, aceeași coardă poate produce sunete de înălțimi diferite. Un dezavantaj al acestui sistem este faptul că două clape cu lame aliniate cu aceeași coardă nu pot fi folosite simultan. Din acest motiv, doar clapele care corespund unor note cu o disonanță puternică acționează asupra aceleiași coarde.